# Jeremy Sivi
Jeremy Sivi (* 18. července 2002) je anglický profesionální fotbalista, který hraje na pozici křídelníka za slovenský klub MFK Zemplín Michalovce.

## Kariéra
Poté, co hrál mládežnický fotbal za Leyton Orient, přestoupil Sivi v prosinci 2019 na hostování do Harlow Town, kde v 11 ligových zápasech jednou skóroval a na konci sezóny ho tedy Orient uvolnil. Do Harlow Town se vrátil v říjnu 2020 a během tohoto působení v klubu odehrál 4 ligové zápasy.

### Middlesbrough
Poté, co hrál za Onside Football Academy, podepsal 25. května 2021 profesionální smlouvu s klubem EFL Championship Middlesbrough FC. Za klub debutoval 10. srpna 2021 jako náhradník při porážce 0:3 v EFL Cupu s Blackpoolem.
V květnu 2023 podepsal Sivi s Middlesbrough novou smlouvu, která platila do léta 2025. Dne 1. září 2023 podepsal Sivi smlouvu s Harrogate Town na hostování do ledna 2024.
Po skončení sezóny 2023/24 byl potvrzen odchod Siviho z Middlesbrough.

### Sutton United
Dne 23. června 2024 se Sivi dohodl na jednoleté smlouvě s týmem Sutton United z National League.